# Abraham Berliner

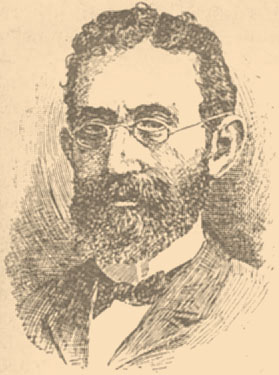
Portrait d'Abraham Berliner d'après la Jewish Encyclopedia

Abraham Berliner (parfois désigné sous le nom de: Adolf Berliner) est un théologien et historien juif prussien, né le 2 mai 1833 à Obersitzko, arrondissement de Samter dans le grand-duché de Posen en Prusse et décédé le 21 avril 1915 à Berlin.

## Biographie
Abraham reçoit sa première éducation de son père, enseignant à Obersitzko, puis poursuit ses études avec différents rabbins, tout en se préparant en même temps à intégrer l'université de Leipzig, où il obtient un doctorat en philosophie. 
Après avoir été pendant un certain temps prêcheur et enseignant à  Arnswalde, Berliner est appelé en 1865 à Berlin comme superintendant de l'école religieuse gérée par la Société pour les études talmudiques (Hebrat Shas); et en 1873, quand Azriel Hildesheimer ouvre le Séminaire rabbinique de Berlin, Berliner est élu professeur d'histoire et de littérature juive. Berliner fait preuve alors dans son travail et en tant qu'auteur, d'une infatigable activité. Son édition des commentaires de Rachi sur le Pentateuque en 1866 le fait reconnaitre comme érudit; et sa réputation ne cessera d'augmenter au fur et à mesure de la publication de ses nombreuses œuvres historiques, résultat de ses études dans les archives et les bibliothèques d'Italie, pays qu'il visite fréquemment, subventionné par le gouvernement allemand.  
Berliner est le rédacteur en chef en 1874-1875 du périodique scientifique Magazin für Jüdische Geschichte und Literatur (Magazine d'histoire et de littérature juive) qu'il continuera de 1876 à 1893 avec son collègue David Hoffmann sous le titre de Magazin für die Wissenschaft des Judenthums (Magazine pour la science du judaïsme). Grâce à son zèle, la société Meḳiẓe Nirdamim qui publiait des œuvres de littérature juive ancienne et qui avait disparu depuis plusieurs années, est relancée en 1885 avec Berliner comme directeur. 
En 1887, il rédige un éloge du judaïsme dans un pamphlet contre le professeur Paul de Lagarde qui dénonçait tous les intellectuels juifs comme des dilettantes, et en 1888, quand réapparait des accusations de meurtres rituels, il republie l'opinion du cardinal Ganganelli, futur pape Clément XIV, pour prouver la fausseté de cette accusation.  
Bien qu'orthodoxe du point de vue religieux, Berliner n'est pas un fanatique. Non seulement il s'associe aux réformistes pour son travail scientifique, mais il rend en 1886 un vif hommage aux mérites de Moritz Steinschneider à l'occasion des soixante-dix ans de ce dernier en compilant une bibliographie de ses œuvres.

## Ses œuvres
Parmi les nombreux livres publiés par Berliner, on peut citer:
- Raschi, Commentar zum Pentateuch; 1866;
- Aus dem Inneren Leben der Deutschen Juden im Mittelalter[3]; 1871; 2ème édition: 1900;
- Pleṭat Soferim:Beiträge zur Jüdischen Schriftauslegung im Mittelalter; 1872;
- Yesod 'Olam, das Aelteste Bekannte Dramatische Gedicht in Hebr. Sprache, von Mose Sacut; 1874;
- Die Massorah zum Targum Onkelos; 1875; 1877;
- Migdal Ḥananel, Ueber Leben und Schriften R. Chananel's in Kairuan; 1876;
- Ein Gang durch die Bibliotheken Italiens : Vortrag geh. im Sefath-Emeth-Verein[4]; 1877;
- Rabbi Jesaja Berlin: Eine Biographische Skizze[5]; 1879;
- Beiträge zur Hebräischen Grammatik im Talmud und Midrasch; 1879;
- Hebräische Grabschriften in Italien; 1881;
- Persönliche Beziehungen Zwischen Juden und Christen im Mittelalter; 1882;
- Beiträge zur Geographie und Ethnographie Babyloniens im Talmud und Midrasch[6]; 1883;
- Targum Onkelos; hrsg. und erläutert - Text, nach Editio Sabioneta v. J. 1557[7]; nouvelle édition en 1884;
- Aus den Letzten Tagen des Römischen Ghetto[8]; 1886;
- Censur und Confiscation Hebräischer Bücher im Kirchenstaate[9]; 1891;
- Geschichte der Juden in Rom, von der Aeltesten Zeit bis zur Gegenwart (2050 Jahre)[10]; 3 volumes; 1893;
- Ueber den Einfluss des Ersten Hebräischen Buchdrucks auf den Cultus und die Cultur der Juden[11]; 1896;
- Aus Meiner Bibliothek, Ein Beitrag zur Bibliographie und Typographie[12]; 1898.